# NHA 1916/17
Die Saison 1916/17 war die achte und letzte reguläre Saison der National Hockey Association (NHA). Meister wurden die Canadiens de Montréal. Anschließend wurde die Liga durch die National Hockey League ersetzt.

## Teamänderungen
Folgende Änderungen wurden vor Beginn der Saison vorgenommen:
- Das Toronto 228th Battalion wurde als Expansionsteam in die Liga aufgenommen.

## Modus
In der Regulären Saison sollten die sieben Mannschaften zwei Saisonhälften mit je zehn Spielen pro Mannschaft absolvieren und die Gewinner beider Saisonhälften schließlich in einem Playoff-Finale in zwei Spielen aufeinandertreffen, wobei das Gesamttorverhältnis dieser beiden Spiele für den Meistertitel entscheidend waren. Aufgrund des Rückzugs des Toronto 228th Battalion und der Toronto Blueshirts nach der ersten Saisonhälfte musste der Spielplan jedoch umgestellt werden. Für einen Sieg erhielt jede Mannschaft zwei Punkte, bei einem Unentschieden einen Punkt und bei einer Niederlage null Punkte.

## Saisonverlauf
Die Aufnahme der Militärmannschaft Toronto 228th Battalion war durchaus umstritten, jedoch erfreute sich die Mannschaft, die in Trikots spielte, die den Uniformen ähnelten, die die kanadischen Streitkräfte zu diesem Zeitpunkt während des Ersten Weltkriegs verwendeten, großer Beliebtheit bei den Zuschauern. Im Anschluss an die erste Saisonhälfte, die von den Canadiens de Montréal gewonnen wurde, wurde das 228th Battalion aus Toronto nach Europa an die Front verschifft. Da sich die übrigen Mannschaften nicht mit dem Besitzer der Toronto Blueshirts, Eddie Livingstone, über einen gemeinsamen Restspielplan einigen konnten, zog auch dieser seine Mannschaft mit sofortiger Wirkung vom Spielbetrieb zurück. Die zweite Saisonhälfte wurde von den Ottawa Senators gewonnen, die in den Playoffs knapp mit 6:7 Toren den Canadiens de Montréal unterlagen. Aufgrund des Streits mit Livingstone wurde im November 1917 schließlich von den anderen Teambesitzern die National Hockey League gegründet.

## Reguläre Saison

### Erste Hälfte
Abkürzungen: GP = Spiele, W = Siege, L = Niederlagen, T = Unentschieden, GF = Erzielte Tore, GA = Gegentore, Pts = Punkte
|                         | GP | W | L | T | GF | GA | Pts |
| ----------------------- | -- | - | - | - | -- | -- | --- |
| Canadiens de Montréal   | 10 | 7 | 3 | 0 | 58 | 38 | 14  |
| Ottawa Senators         | 10 | 7 | 3 | 0 | 56 | 41 | 14  |
| Toronto 228th Battalion | 10 | 6 | 4 | 0 | 70 | 57 | 12  |
| Toronto Blueshirts      | 10 | 5 | 5 | 0 | 50 | 45 | 10  |
| Montreal Wanderers      | 10 | 3 | 7 | 0 | 56 | 72 | 6   |
| Quebec Bulldogs         | 10 | 2 | 8 | 0 | 43 | 80 | 4   |

### Zweite Hälfte
Abkürzungen: GP = Spiele, W = Siege, L = Niederlagen, T = Unentschieden, GF = Erzielte Tore, GA = Gegentore, Pts = Punkte
|                       | GP | W | L | T | GF | GA | Pts |
| --------------------- | -- | - | - | - | -- | -- | --- |
| Ottawa Senators       | 10 | 8 | 2 | 0 | 63 | 22 | 33  |
| Quebec Bulldogs       | 10 | 8 | 2 | 0 | 54 | 46 | 26  |
| Canadiens de Montréal | 10 | 3 | 7 | 0 | 31 | 42 | 22  |
| Montreal Wanderers    | 10 | 2 | 8 | 0 | 38 | 65 | 20  |

## Playoffs
- Canadiens de Montréal – Ottawa Senators 7:6 (5:2, 2:4)

## Stanley Cup Challenge
In den Entscheidungsspielen um den Stanley Cup unterlagen die Canadiens de Montréal den Seattle Metropolitans aus der Pacific Coast Hockey Association, die damit das erste US-amerikanische Team waren, das den Stanley Cup gewann, in einer Best-of-Five-Serie mit 1:3 Siegen.